# Zapruderfilm

Frame 230 van de Zapruderfilm, Kennedy is hier al (voor het eerst) geraakt.

De Zapruderfilm is een 8mm-film, gemaakt op 22 november 1963 door Abraham Zapruder, een getuige van de moord op John F. Kennedy. De film werd naast het grasheuveltje op Dealey Plaza te Dallas in Texas opgenomen. Zapruder filmde de auto van president Kennedy die Dealey Plaza opreed, evenals het door volgende schoten getroffen worden van Kennedy en Connally (de Commissie-Warren kwam tot de onwaarschijnlijke conclusie dat beiden getroffen waren door slechts een volgende  kogel).

## Achtergrond
De film werd zowel door de Commissie-Warren gebruikt, als later in alle volgende onderzoeken naar de moord op de president. De frames van de film die door de Commissie-Warren gebruikt werden, waren bewijsstuk 889-899 en 901 en 902 (in totaal één seconde van de totale 26,6 seconden film) en werden in deel XVIII van het eindrapport gepubliceerd.

De film wordt in complottheorieën gebruikt om aan te tonen dat de conclusie van de Commissie-Warren - dat Lee Harvey Oswald de enige schutter was en dat hij van de achterzijde op de president schoot - niet klopt, omdat duidelijk zichtbaar zou zijn dat er ook van de voorzijde geschoten kan zijn. Critici zijn van mening dat de meest waarschijnlijke plek hiervoor de Grassy Knoll is.

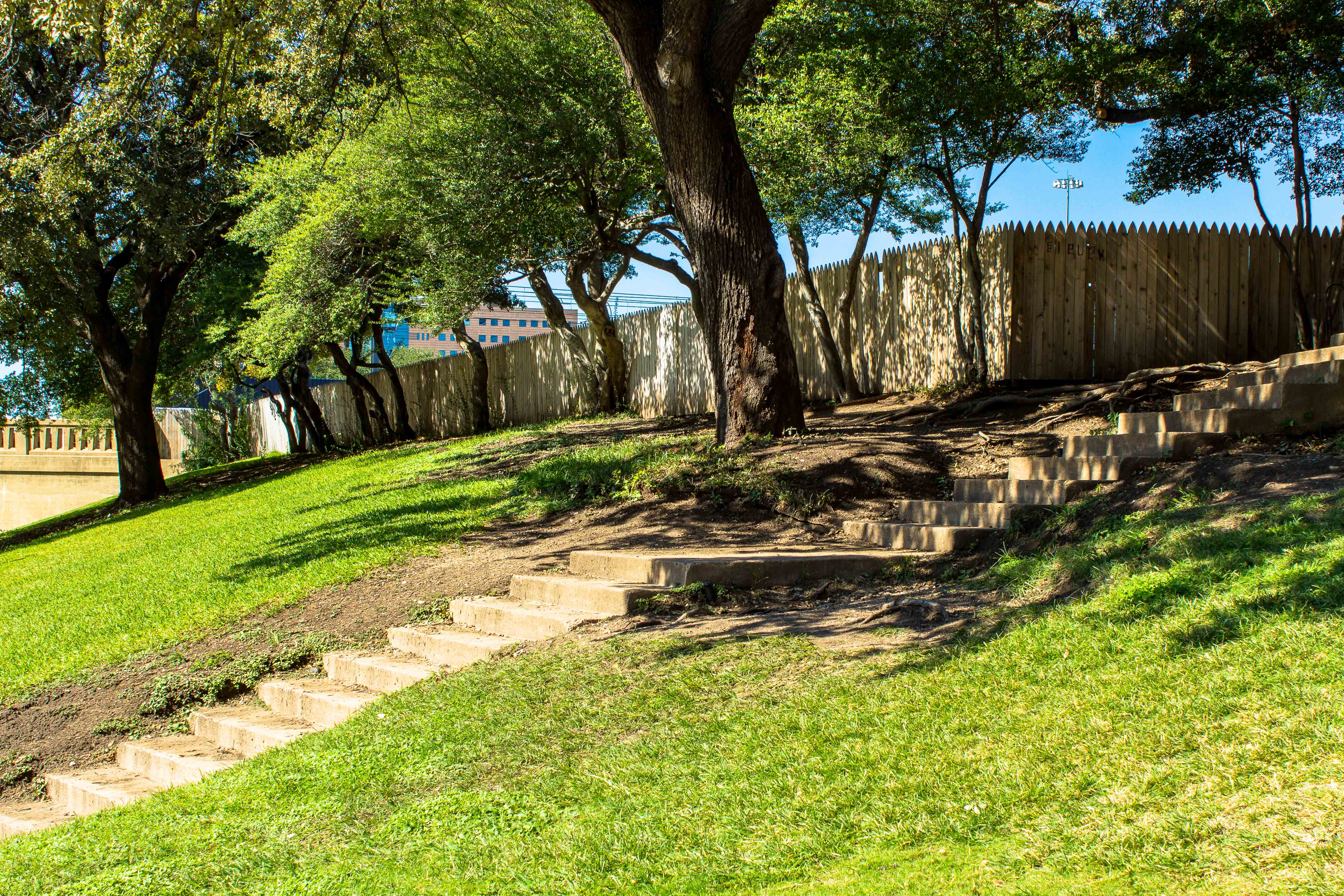
De grassy knoll aan de noordwestrand van Dealy Plaza, Dallas, mogelijke standplaats van een tweede schutter bij de moord op president Kennedy

De overheid en opponenten van de complottheorieën beweren dat de film later bewerkt is. Volgens de officiële verklaring zijn er bij Time/Life per ongeluk zes frames verloren gegaan bij het kopieren van de film (beeldjes 155, 156, 208, 209, 210 en 211).

## Verkocht
Abraham Zapruder verkocht op 23 november 1963, de dag na de moord, de film aan Life, dat weigerde het materiaal ter beschikking te stellen aan derden. Openbaar aanklager Jim Garrison slaagde erin de beelden aan te halen als bewijs van een mogelijk complot. Het "grote" Amerikaanse publiek kon pas in 1975 kennisnemen van de inhoud, middels een illegale vertoning in het tv-programma Good Night America, gepresenteerd door Geraldo Rivera.
Time Life verkocht in 1975 de film aan de familie Zapruder terug voor één dollar. Vanaf dat moment was de film voor eenieder beschikbaar, mits de rechten werden betaald. Uiteindelijk kocht de Amerikaanse overheid in 1998 het origineel van de familie voor 16 miljoen dollar. Het auteursrecht berust thans bij het Sixth Floor Museum te Dallas. Het origineel wordt in de National Archives bewaard. Eenzelfde toestel als waarmee de film is gemaakt hangt eveneens bij het Sixth Floor Museum.

## Materiaal
Technische gegevens:
- Camera: Bell and Howell 414 PD Zoomatic Director Series
- Formaat: dubbel 8
- Snelheid: 18,2 beeldjes/seconde
- Lengte: 486 beeldjes
- Kleur, geen geluid